# Манифестација Темнићки натпис

Манифестација Темнићки натпис је културно-уметничка манифестације која се одржава у Варварину и једна је од најдуготрајнијих манифестација и заштитни знак темнићког краја. Манифестација је добила име по Темнићком натпису, који представља један од најстаријих ћириличких натписа и споменика старословенске писмености на Балканском полуострву.
Иницијатива за покретање манифестације кренула је 1995. године од стране књижевника Топлице Симића, Бративоја Марковића, Борислава Радосављевића, Никодија Спасића и Ђорђа Петковића. Ово је манифестација коју данас организује Општинска библиотека Варварин, позната и као „Културно лето”.
Манифестација Темнићки натпис се временом развила у јединствен концепт везан за Варварин који окупља ликовне, књижевне и музичке садржаје. Као такав постоји више од две деценије и током трајања организују се ликовне колоније, књижевне вечери и литерарни конкурси, промоције и различити културно-уметнички програми на летњој сцени у центру вароши.